# Pandemia de COVID-19 no Luxemburgo
Este artigo documenta os impactos da pandemia de COVID-19 no Luxemburgo e pode não incluir todas as principais respostas e medidas contemporâneas.

## Cronologia dos fatos
Em 29 de fevereiro, o Primeir-Ministro de Luxemburgo confirmou o primeiro caso de coronavírus no país. O paciente é um homem na casa dos quarenta anos que retornou da Itália via Charleroi, na Bélgica. Ele reportou à Unidade de Inspeção Sanitária e foi hospedado no Centre Hospitalier do país, na cidade de Luxemburgo.
Em 5 de março, um homem retornou do norte da Itália e teve o teste com resultado positivo para o vírus. Ele está, atualmente, em quarentena no Centre Hospitalier.
Em 6 de março, uma mulher foi confirmada com o vírus depois de permanecer na região de Alsácia, na França, elevando o número total de casos confirmados para 3.
Na noite de 7 de março, o Ministério da Saúde confirmou outro caso de coronavírus no país, afirmando que a pessoa infectada tinha um vínculo epidemiológico com o norte da Itália.
Em 8 de março, outro caso foi confirmado. Desta vez, um paciente que havia retornado recentemente da região francesa de Alsácia.
Em 10 de março, dois casos foram confirmados concomitantemente, sendo um que havia voltado dos Estados Unidos e outro da Suíça.
Em 12 de março, o Ministério da Saúde confirmou 19 novos casos em Luxemburgo, elevando o número total de casos para 26, com um paciente de 94 anos em estado grave. Segundo o Ministério, dois dos pacientes totais foram infectados no próprio país, enquanto os outros 10 foram infectados no exterior. Um dos casos foi diagnosticado no Hôpital Kirchberg e, desde então, a instituição implementou inúmeras medidas de precaução, incluindo a limitação de visitas aos paciente, a reserva de vagas no estacionamento gerenciada pela equipe hospitalar, redução substancial das consultas ambulatoriais e o acesso controlado da entrada principal. Anunciaram, também, o fechamento de escolas de 16 a 26 de março de 2020.
Em 13 de março, Paulette Lenert, Ministra da Saúde, François Bausch, Ministra da Mobilidade, e Corinne Cahen, Ministra da Família, realizaram uma conferência de imprensa para confirmar a existência de outros 8 casos e a primeira morte, sendo o paciente de 94 anos que estava em estado grave.
Em 14 de março, o Ministério da Saúde confirmou mais 17 casos, elevando para 51 o total de casos confirmados. Paulette Lenert afirmou que "o vírus chegou", acrescentando que a situação estava começando a se tornar "crítica e sem precedentes".
Em 15 de março, Paulette Lenert, junto ao Primeiro-Ministro Xavier Bettel, realizaram uma coletiva de imprensa informando a confirmação de mais 26 casos no Luxemburgo, elevando o número para 77. Afirmaram, durante a coletiva de imprensa, que todas as lojas e restaurantes fechariam à meia-noite.
Em 20 de março, o Ministério da Saúde confirmou 149 novos casos, elevando o número total para 484 (a página do ministério na Web havia relatado erroneamente um número de 618 no início do dia). Os serviços de transporte público foram significativamente reduzidos, com trens circulando uma vez por hora em vez de quatro vezes por hora em algumas linhas, e todos os serviços de domingo para bondes e ônibus regionais cancelados.

### Certificado de vacinação
Em 02 de abril de 2021, Luxemburgo lançou o certificado de vacinação para quem havia tomado vacinas contra covid. O certificado foi lançado pela União Europeia para facilitar a viagem dos europeus entre os países do bloco.  